# باسكال شيدي
باسكال شيدي (بالإنجليزية: Pascal Chidi)‏ (مواليد 23 نوفمبر 2000) هو لاعب كرة قدم نيجيري ، يجيد اللعب في خط الهجوم.

## روابط خارجية
باسكال شيدي على موقع Soccerway.com (الإنجليزية)
- باسكال شيدي على موقع عالم كرة القدم.نت (الإنجليزية)